# Thriambeutes singularis
Thriambeutes singularis är en tvåvingeart som beskrevs av Grunberg 1906. Thriambeutes singularis ingår i släktet Thriambeutes och familjen bromsar. Inga underarter finns listade i Catalogue of Life.